# 新澳纺织
浙江新澳纺织股份有限公司，簡稱浙江新澳纺织股份、浙江新澳纺织、新澳纺织，以及新澳股份（英語：Zhejiang Xinao Textiles Inc.，上交所：603889），在1991年，由沈建华（董事長）於浙江省桐乡市（總部）成立前身「桐乡市新华毛纺联营厂」和「浙江新澳纺织集团有限责任公司」。
業務在中國內地經營改性处理、精纺、染整等紡織產品。
股份在2014年12月31日於上海證券交易所上市。招股價為17.95元人民幣，發行新股為10,668万股，集資額為47,890.60万元人民幣。

## 連結
- chinaxinaogroup.com